# Eastern Aircraft Division

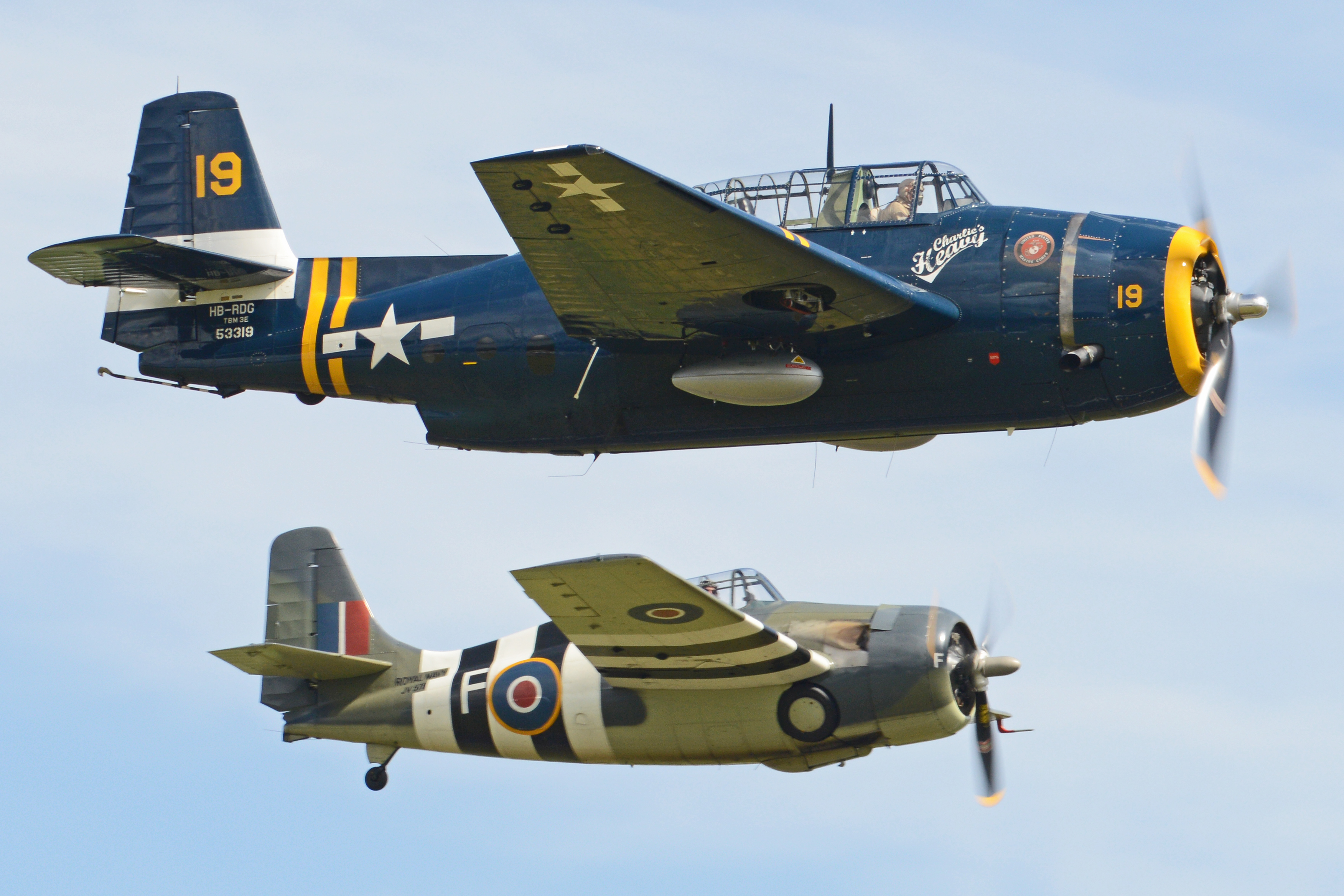
Les deux appareils produits par Eastern et les deux principaux utilisateurs : Avenger de la US Navy et Wildcat de la Fleet Air Arm.

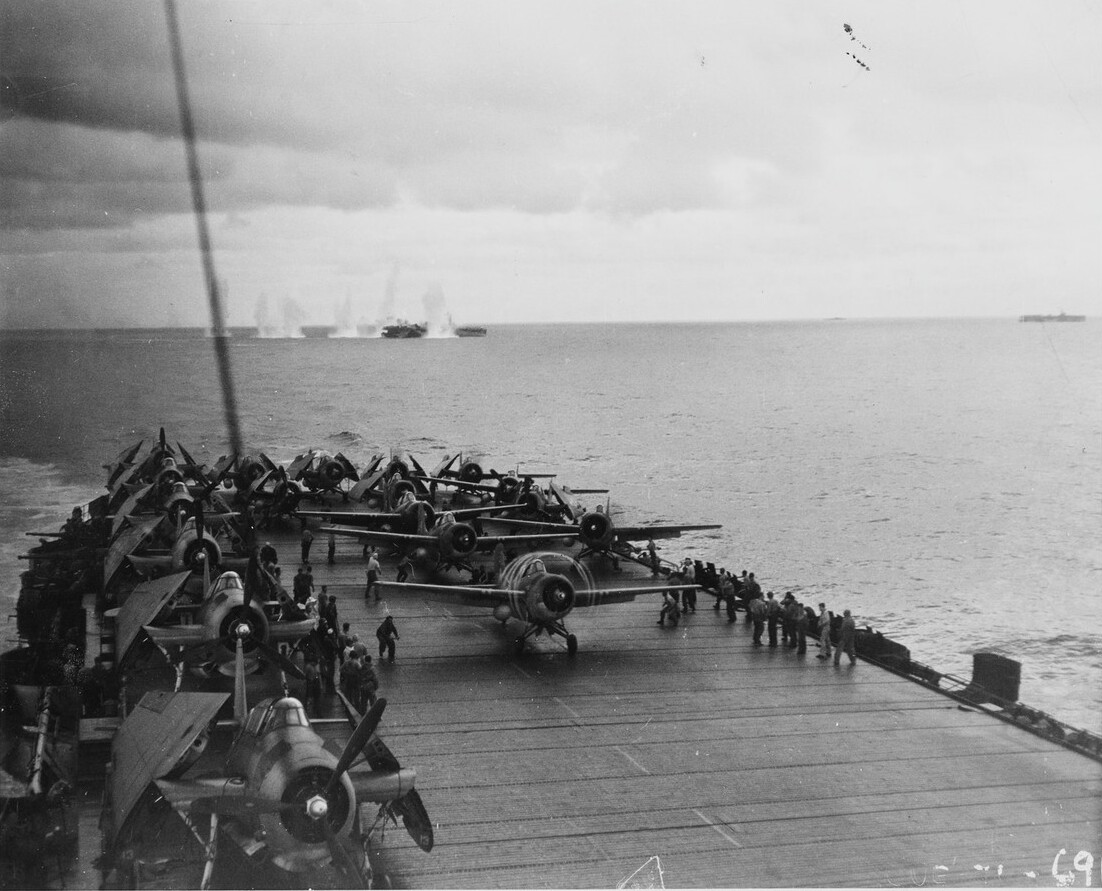
Avengers et Wildcats sur un porte-avions d'escorte américain pendant la bataille de Samar le 25 octobre 1944.

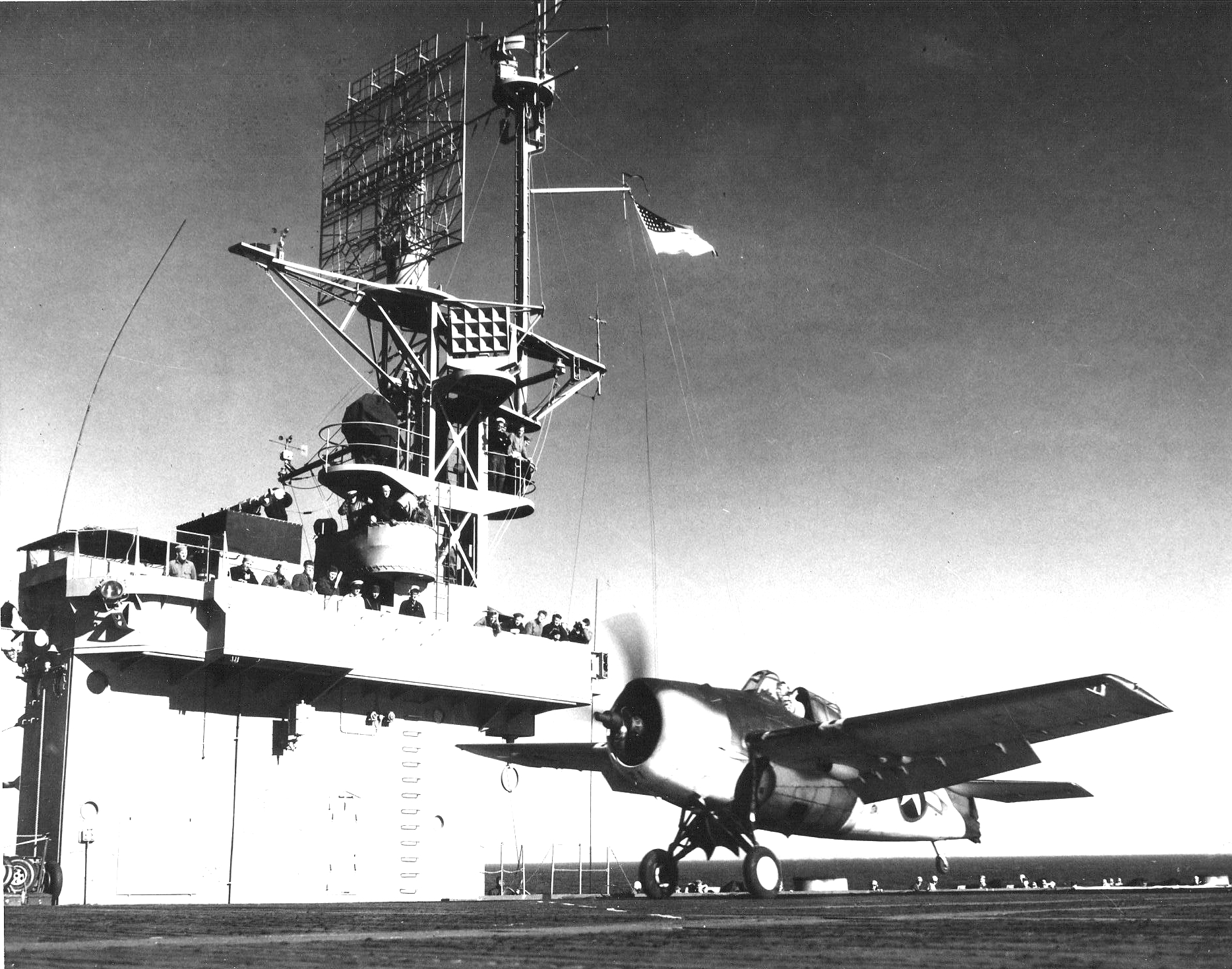
Un FM-1 Wildcat décolle d'un porte-avions d'escorte américain en 1944.

Eastern Aircraft Division est une entité crée au sein de General Motors Corporation (GM) pour la durée de la Seconde Guerre mondiale afin de fabriquer sous-licence les avions de combat Wildcat et Avenger de la société Grumman.
La division regroupe cinq usines de la côte Est des États-Unis qui, depuis la déclaration de guerre de décembre 1941 doivent arrêter la production d'automobiles ou d'accessoires.
Créée en janvier 1942, la nouvelle organisation est opérationnelle très rapidement. L'objectif est de fabriquer deux avions de Grumman pour permettre au constructeur de se concentrer sur la fabrication de son nouveau chasseur F6F Hellcat.
La marine attribue à Eastern Aircraft le code M. Ainsi le chasseur F4F Wildcat prend l'appellation de FM et le bombardier-torpilleur TBF Avenger devient le TBM.
Eastern produit son premier Wildcat dès le mois de septembre 1942 et son premier Avenger en novembre de la même année. La production augmente très rapidement et permet à Grumman d'arrêter définitivement la fabrication de ces deux modèles avant la fin de l'année 1943.
À la fin du conflit, Eastern Aircraft Division aura construit les trois quarts des Wildcat et Avenger mis en service au cours de la Seconde Guerre mondiale. Environ 9 % de la production des deux modèles est livrée à la Royal Navy britannique. Cette production représente le quart du total des avions de combat embarqués livrés par les États-Unis aux marines alliées pendant la guerre.

## Le contexte
Avant même la déclaration de guerre, le Congrès vote plusieurs augmentations massives de la taille des forces armées américaines. Ainsi par exemple, la construction de huit porte-avions d'escadre de la classe Essex est autorisée dès le 17 juillet 1940 par le Two-Ocean Navy Act, le premier d'entre eux devant - initialement - entrer en service en 1944.
À la suite de l'attaque de Pearl Harbor, les États-Unis entrent en guerre et les programmes de construction navale sont fortement accélérés ; l'Essex lui-même entrera en service dès décembre 1942. De même des programmes de conversion de navires existant ou en cours de construction sont lancés. Ils aboutissent au lancement de la classe Independence de porte-avions légers et de plusieurs classes de porte-avions d'escorte.
Le besoin en avions embarqués, déjà important à la suite des augmentations votées avant guerre, s'accroit encore avec le début des hostilités. Toutes les ressources du pays sont mobilisées mais la demande est telle que les usines existantes ne peuvent plus la satisfaire.

## La demande de la marine et la réponse des constructeurs
Les constructeurs d'avions retenus par la marine doivent donc impérativement accroitre la capacité de leurs usines ou en construire de nouvelles. Mais cela ne suffit pas : il leur faut faire appel à d'autres constructeurs d'avions ou même à des industriels d'autres secteurs. Par exemple, Vought, le constructeur du chasseur F4U Corsair, se tourne vers Goodyear et Brewster, qui sont déjà des constructeurs d'avions, pour leur sous-traiter une partie de la production de son chasseur. La version Goodyear du F4U sera appelée FG, celle fabriquée par Brewster F3A. Curtiss fait de même pour son SB2C Helldiver qui est également fabriqué par Canadian Car & Foundry Ltd sous la référence SBW et par Fairchild Canada sous celle de SBF.
Dans le cas de Grumman, la société doit simultanément augmenter les cadences de fabrication de son chasseur F4F Wildcat et mettre en production le bombardier-torpilleur TBF Avenger. Mais elle doit également préparer le lancement de son nouveau chasseur : le F6F Hellcat, que la marine vient de sélectionner pour remplacer le F4F, et qui bénéficie d'une priorité absolue.
Grumman - et la marine - se tournent donc vers d'autres industriels, dont General Motors (GM), qui cherche du travail pour ses usines automobiles à l'arrêt.
Plusieurs actions ont lieu simultanément, au niveau de la direction de General Motors et des usines. Ainsi, la direction de l'usine de Linden (New Jersey) contacte Grumman au sujet de l'Avenger. À sa grande surprise, le représentant de Linden s'aperçoit qu'il ne s'agit pas seulement de fournir des composants ou des sous-ensembles mais de fabriquer l'avion entier ! Deuxième surprise : lors de contacts ultérieurs, la demande initiale évolue encore puisqu'il est maintenant question de fabriquer non plus un seul mais deux avions : l'Avenger et le Wildcat !   
La réaction - très rapide - de General Motors est de former une nouvelle division en regroupant plusieurs usines, création qui devient officielle le 21 janvier 1942.
En réponse, la marine confirme sa demande par deux lettres d'intention : le 5 février pour le programme de fabrication du bombardier et le 9 février pour celui du chasseur. Ces lettres d'intention sont suivies par deux contrats en dates respectives du 23 et du 25 mars.

## L'organisation de la production

### Les défis à relever
Pour un constructeur d'automobiles, les défis à relever sont multiples car fabriquer des avions et des voitures sont deux métiers différents. Bien entendu, les produits fabriqués sont différents, avec des contraintes de poids et de précision d'assemblage beaucoup plus sévères pour les avions. Les matériaux - et  donc les techniques d'assemblage et de soudage - sont également différents : acier doux pour les carrosseries des voitures, duralumin, alliages d'aluminium et chrome-molybdène pour les avions. Sur les avions, les commandes de vol (ailerons, gouvernes) sont entoilées. De plus, certains équipements comme la radio, les instruments de vol, les réservoirs d'essence autoprotégés, le blindage et l'armement sont très spécifiques. La seule activité qui peut être transférée sans trop de difficulté est la sellerie.
L'organisation du travail est également différente. Dans le cas des voitures, il s'agit d'une production en très grande série pour laquelle chaque poste est ultra-spécialisé. Les changements de production n'interviennent que rarement alors que, pour la construction des avions, les séries sont plus limitées, avec des changements plus fréquents - et généralement très urgents.
Au problème de la reconversion nécessaire des ouvriers de GM s'ajoute celui de l'embauche de nouveaux ouvriers, qui est aggravé par la pénurie de travailleurs qualifiés dans le secteur aéronautique. Il en est de même pour la recherche de fournisseurs et de sous-traitants, Grumman ayant de plus bien spécifié qu'il était hors de question pour GM d'accaparer les siens (le message - comme le contrat - est clair : « trouvez vos propres sous-traitants »).

### Les usines
Les cinq usines suivantes sont regroupées au sein de la division et se répartissent le travail comme suit.
- Bloomfield (New Jersey) : cette usine de fabrication de batteries automobiles (division Delco-Remy) devient un centre spécialisé dans la fabrication des nombreux sous-ensembles (câblerie, tubes, hydraulique, électricité) incorporés dans les deux avions[7]. Elle approvisionne donc les deux usines d'assemblage final de Linden et Trenton.
- Linden (New Jersey) : à l'origine une usine d'assemblage final de véhicules Buick, Oldsmobile et Pontiac, elle devient le centre responsable de la fabrication de la majeure partie du chasseur FM, puis de son assemblage final[8].
- Trenton (New Jersey) : usine spécialisée dans la production de tous les accessoires internes allant des poignées de porte aux manivelles de fenêtres (division Trenton-Ternstedt de GM), elle devient le centre responsable de la fabrication de la partie centrale du fuselage du bombardier TBM puis de son assemblage final[9].
- Baltimore (Maryland) : cette usine de production de carrosseries (division Fisher Body de GM) se spécialise dans la fabrication de la partie arrière du fuselage du TBM (depuis la tourelle) ainsi que des ailerons[10].
- Tarrytown (New York) : cette usine de production de carrosseries (division Fisher Body) devient responsable de la fabrication des ailes et de la partie avant du fuselage du TBM[11].

D'importants travaux sont immédiatement engagés : démontage des chaines d'assemblage, des convoyeurs, des fours, des machines outils et autres presses hydrauliques, stockage aux fins de préservation, réorganisation des espaces de travail. Dans le cas de l'usine de Linden, l'ensemble de la toiture doit de plus être surélevé de 8 m. Pour chacune des deux usines d'assemblage final, on aménage un aérodrome complet avec piste et tour de contrôle.
Par la suite, la  montée en régime des programmes de fabrication nécessite de nombreuses extensions de locaux, soit en construisant de nouveaux bâtiments soit en récupérant d'autres locaux auprès d'usines mitoyennes. Par ailleurs, les embauches rendues nécessaires se traduisent par une forte progression des effectifs. Ainsi, à la fin de 1942, la division Eastern Aircraft emploie 22.848 employés soit le double de l'effectif maximum atteint par les cinq usines avant sa création.

### Le lancement du programme

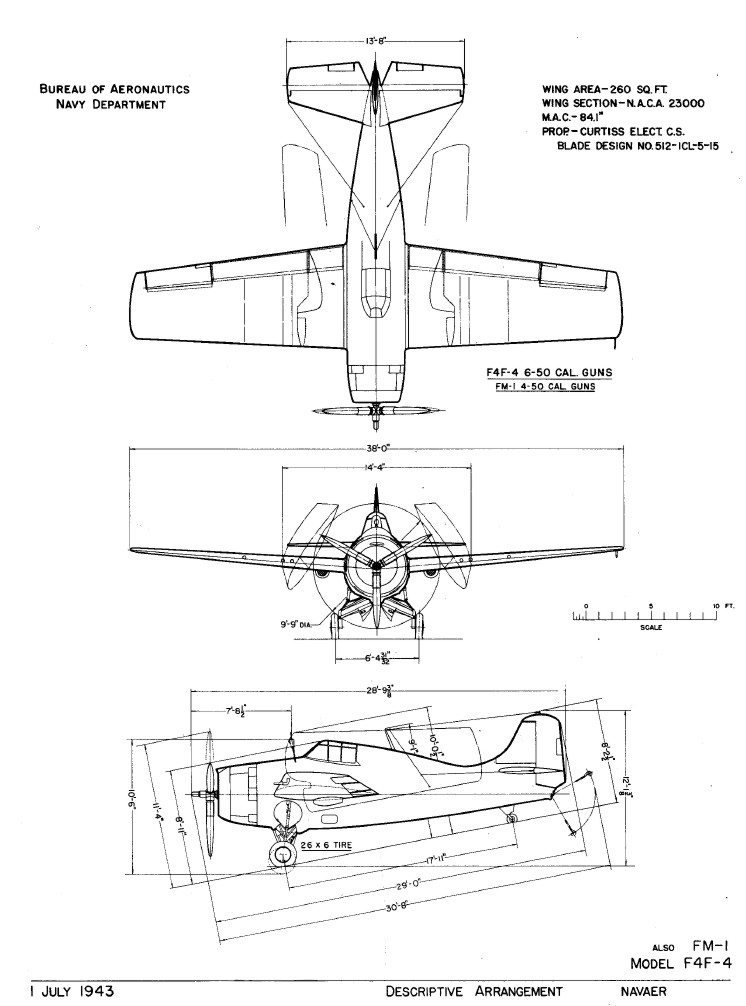
Plan 3 vues du F4F-4.

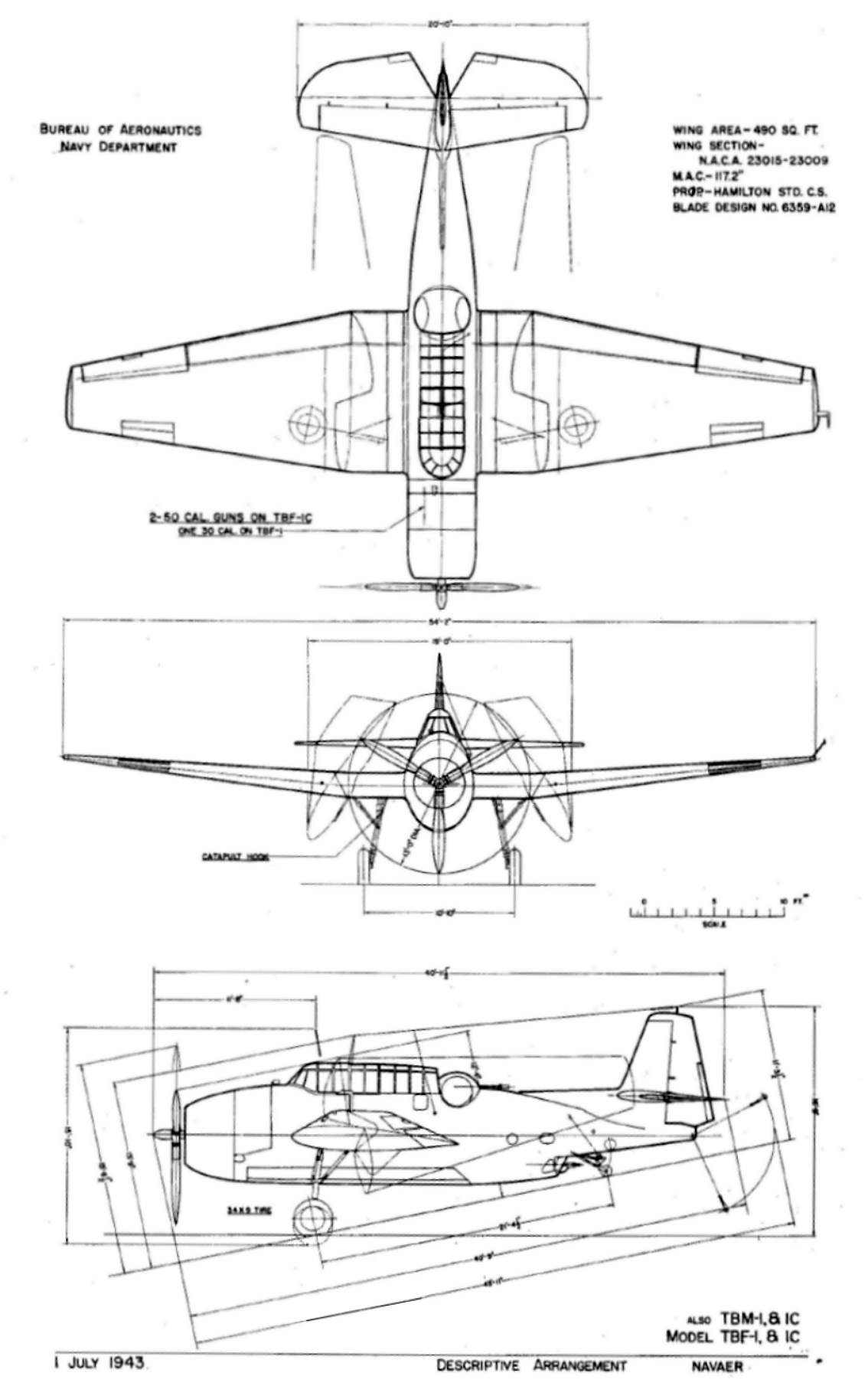
Plan 3 vues de l’Avenger.

Eastern met en place de nombreux programmes de formation, soit en interne, soit en mettant à contribution des écoles locales. Les besoins sont immense. Ainsi, par exemple, chaque soudeur doit être qualifié par la marine et reçoit un poinçon personnel qui sert à marquer chacune de ses soudures à des fins de traçabilité et de contrôle qualité. Pour les cadres, des cours d'instruction générale en aéronautique sont complétés par des programmes de formation au management, en partenariat notamment avec les universités de la côte Est (Johns Hopkins University, New york University, Rutgers University) et le General Motors Institute. Des stages ont lieu chez d'autres constructeurs, comme pour ces employés de Baltimore qui vont chez Goodyear (qui est aussi sous-traitant de Grumman) pour apprendre à entoiler les commandes de vol.
Les employés d'Eastern envoyés chez Grumman découvrent des méthodes d'organisation de la fabrication très différentes des leurs. Grumman n'est d'ailleurs pas équipé pour produire les milliers de nomenclatures, dessins et plans auxquels les gens de GM sont habitués. Et comme la marine exige que les modèles fabriqués par Grumman et Eastern soient interchangeables - jusqu'aux pièces détachées -  ils devront se résoudre à établir eux-mêmes les plans à l'échelle 1 de toutes les pièces dont ils ont besoin en partant des pièces elles-mêmes (procédé dit de "lofting" également en usage dans la construction navale). Or, chacun des avions qu'ils doivent produire est composé de 10 à 15 000 pièces (exactement 10,963 sur le F4F-4, comme le leur confirme Grumman).
Il est entendu que, pour aider Eastern, Grumman fournit pour chaque avion un modèle complet plus dix avions assemblés avec des vis Parker-Kalon au lieu de rivets, ce qui permet de les désassembler et réassembler aisément aux fins d'instruction.
Les premiers avions de série seront également assemblés à partir de pièces fournies par Grumman mais il est convenu qu'Eastern doit très rapidement prendre le relais.
Le "choc des cultures" entre deux organisations aussi différentes produit inévitablement quelques frictions mais les deux programmes avancent rapidement et, au vu du résultat - et de la qualité reconnue des avions produits par Eastern - une relation de confiance basée sur le respect réciproque succède bientôt aux difficultés initiales. En fait, lors des évolutions ultérieures des deux gammes, Eastern prendra la responsabilité complète de l'industrialisation et de la fabrication des avions, Grumman se contentant de développer les prototypes.

## Les versions produites

### Le Wildcat

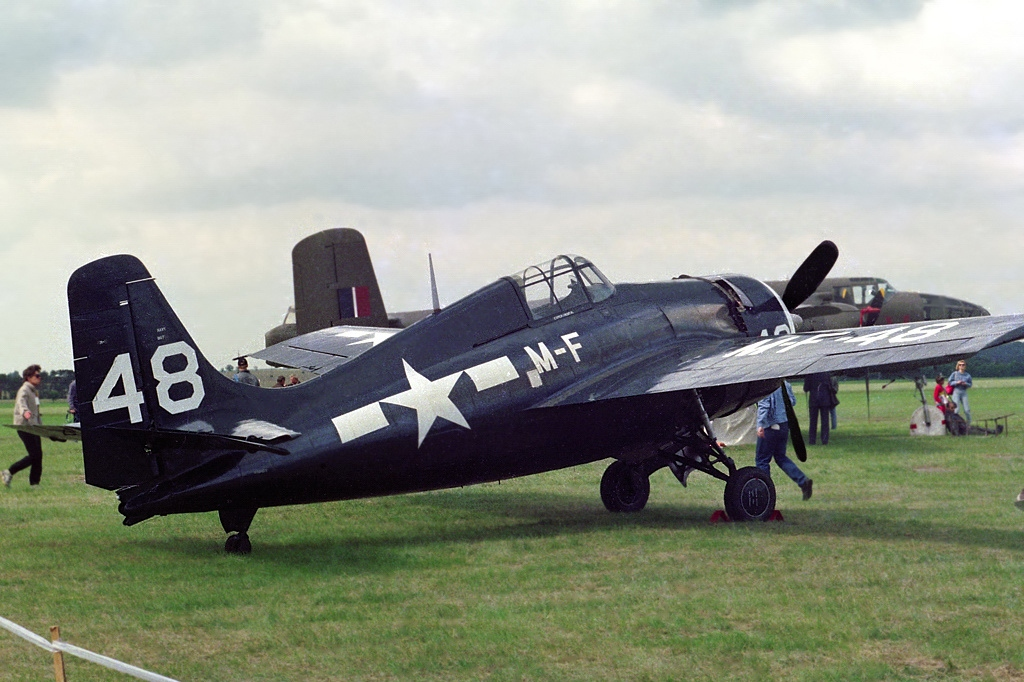
Un FM-2 Wildcat reconnaissable à sa grande dérive

La version mise en production initialement sous l'appellation de FM-1 est quasiment une copie conforme du dernier modèle F4F-4, entré en service en 1942. La différence la plus notable est le retour, à partir du onzième exemplaire fabriqué, à une batterie de 4 mitrailleuses de 12,7 mm (calibre 50), demandé avec insistance par les pilotes américains.
Le Wildcat est retiré progressivement du service en première ligne mais, comme il est moins encombrant que le Hellcat et le Corsair, son utilisation est privilégiée sur les porte-avions d'escorte, dont la production en grande série est accélérée, et la demande reste élevée jusqu'à la fin de la guerre.
Eastern Aircraft livre les 23 premières machines dès 1942 et, quand la production s'arrête en septembre 1943, a livré un total de 1134 FM-1 (829 pour l'US Navy et 311 pour la Fleet Air Arm britannique).
À partir de 1943, Eastern met en production la dernière version du Wildcat, le FM-2. Basé sur le prototype XF4F-8 de Grumman, le Wilder Wildcat, comme il est surnommé, a été notablement allégé et il est doté d'un moteur Wright R-1820-56 et 56A (ou 56W et 56WA avec injection d'eau) plus puissant, avec une dérive allongée pour gérer l'augmentation du couple moteur. En cours de production, le FM-2 est également doté de supports lance roquettes sous les ailes.
Lorsque la production s'arrête en mai 1945, un total de 4777 FM-2 a été produit pour les marines américaine et britannique.
Dans la Royal Navy, le Wildcat - produit par Grumman ou Eastern -  avait été rebaptisé "Martlet"  mais ce nom est abandonné au début de 1944. Les FM-1 (anciennement Martlet Mark V) deviennent des Wildcat Mark V les FM-2 (ex-Martlet Mark VI) deviennent des Wildcat Mark VI.

### L'Avenger

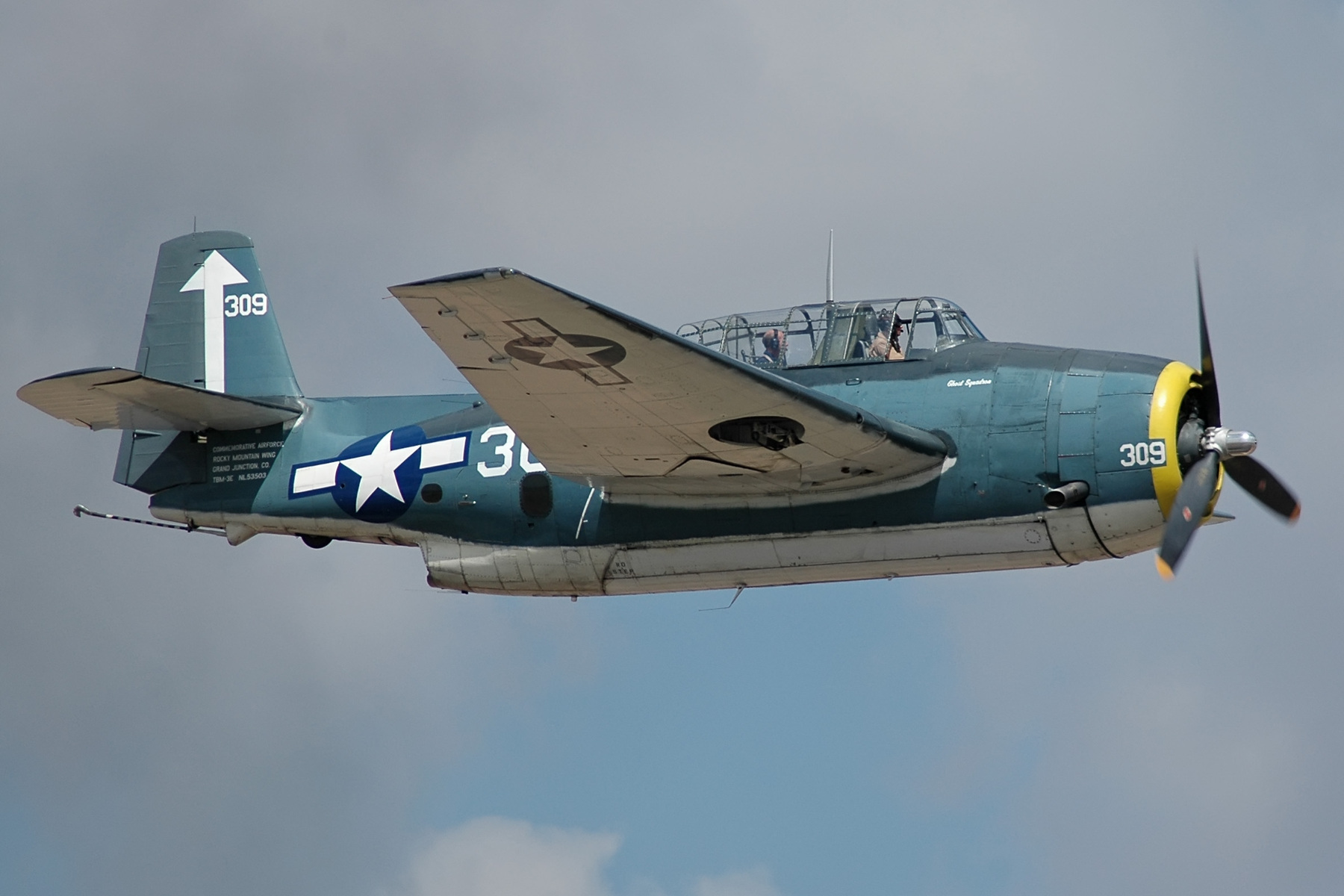
Eastern TBM-3E Avenger.

Les premières versions de l'Avenger produites par Eastern, appelées TBM-1 sont quasiment identiques aux TBF-1 produits par Grumman.
Eastern livre un premier exemplaire — assemblé à partir de pièces fournies par Grumman — en novembre 1942, puis deux autres en décembre. La production augmente régulièrement (75 en juin 1943, 100 en juillet, 215 en novembre) jusqu'à atteindre 350 machines par mois en 1945, avec un record absolu de 400 machines produites en mars 1945.
Une version améliorée du TBF-1/TBM-1 est produite simultanément par Grumman et Eastern sous la référence de TBF-1C et TBM-1C. Il existe également des versions dérivées TBF-1D/TBM-1D avec un radar dans un pod fixé sur l'aile droite.
La montée en régime de la production chez Eastern permet finalement à Grumman d'arrêter définitivement la production du TBF en décembre 1943 après un total de 2 291 exemplaires.
En effet, pour le modèle suivant TBF-3, Grumman fournit deux prototypes XTBF-3 mais c'est Eastern qui en assure la production sous la référence TBM-3. C'est la version la plus produite avec plus de 4 000 exemplaires.
Finalement, c'est également Eastern qui développe la dernière version de l'Avenger produite pendant la guerre. Il s'agit d'une version allégée du TBM-3 qui entre en production fin 1944 sous l'appellation de TBM-3E.
Même si l'Avenger est moins employé comme bombardier-torpilleur vers la fin de la guerre, il reste très utilisé pour le bombardement "horizontal" et pour les patrouilles anti-sous-marines - sur les porte-avions d'escadre comme sur les porte-avions d'escorte. Eastern en est donc devenu le seul fournisseur et a produit en tout 7546 TBM soit 77 % de la production totale d'Avenger pendant la Seconde Guerre mondiale.
Dans la Royal Navy, l'Avenger - produit par Grumman ou Eastern -  avait été rebaptisé "Tarpon"  mais ce nom est abandonné au début de 1944. Les TBM-1 (anciennement Tarpon Mark II) deviennent des Avenger Mark II les TBM-3 (ex-Tarpon Mark III) deviennent des Avenger Mark III.
La production s'arrête définitivement en septembre 1945 mais les versions TBM-3 et TBM-3E serviront de base pour de nombreuses variantes développées ultérieurement par Grumman : TBM-3R, -3S, -3W etc.

## Autres projets

### Le TBM-4
Cette version de l'Avenger comporte des améliorations ou des simplifications structurelles (section centrale renforcée, système de repliage des ailes amélioré etc.). Les premières commandes, portant sur 141 exemplaires, sont annulées à la fin du conflit ,.

### Le F2M-1

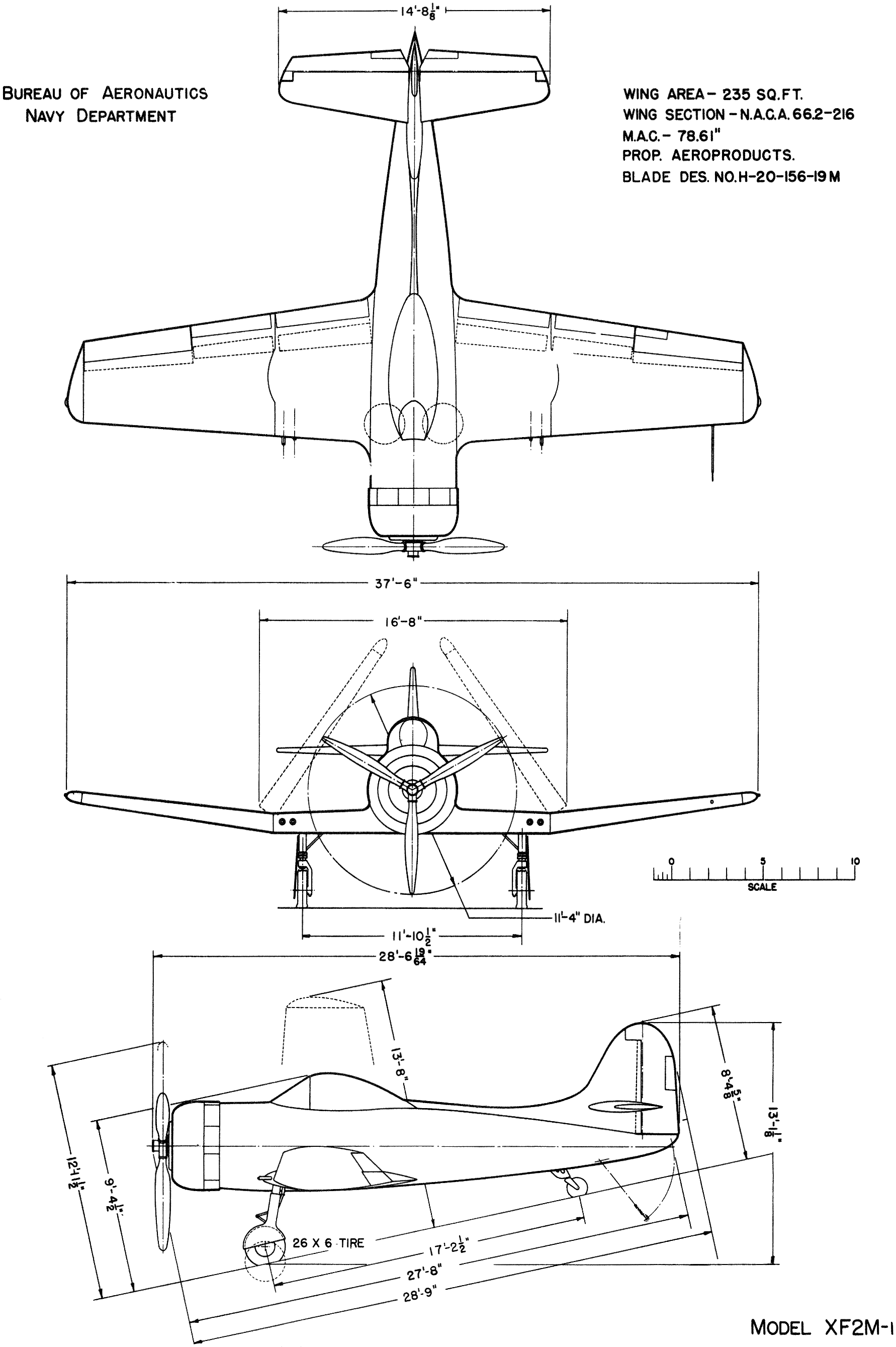
Projet de XF2M-1.

Peu d'information est disponible sur ce projet. Il semblerait qu'il s'agit d'un développement du FM, équipé d'un moteur XR-1820-70 plus puissant, d'une verrière en bulle et, selon certains documents, d'un système de pliage des ailes amélioré,  mais ce projet est annulé avant qu'aucun exemplaire ne soit produit.

### Le F3M-1 Bearcat

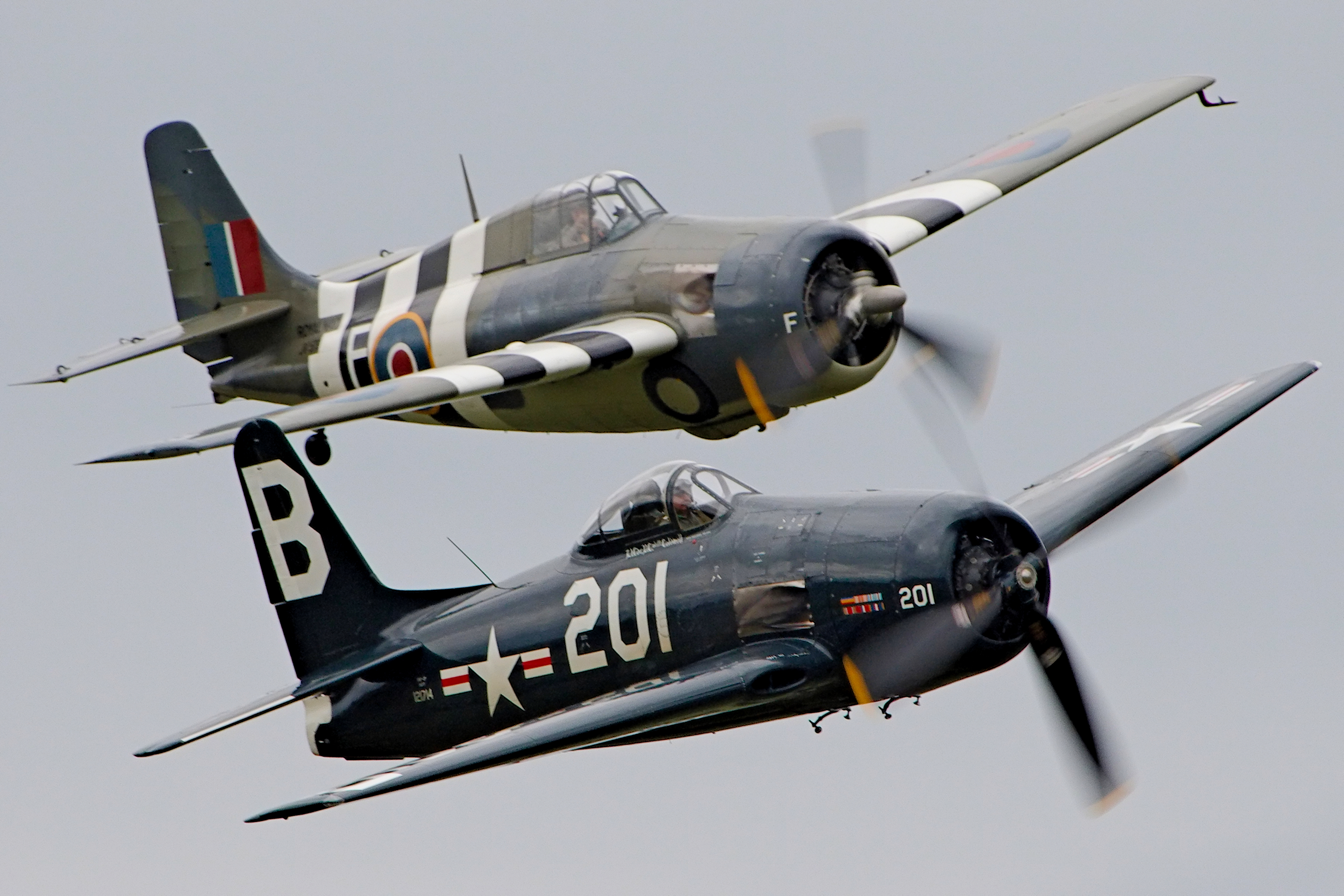
Bearcat et Wildcat volant en formation.

Pour remplacer le Wildcat et le Hellcat, Grumman développe le F8F Bearcat, un chasseur léger équipé d'un moteur Pratt & Whitney R-2800, pour lequel la compagnie obtient en 1944 une première commande de 2 000 exemplaires. Le 5 février 1945, Eastern obtient également une première commande pour produire en parallèle 1 876 exemplaires de sa propre version, appelée F3M-1, dans son usine de Linden.
Avec la fin du conflit, la commande de Grumman est fortement réduite mais celle d'Eastern est entièrement annulée en août 1945.

## La fin du programme

### La fin de la production
Les dernières machines sont produites en septembre 1945. Le calendrier de la fin d'activité de la division et de ses usines n'est pas connu.

### Le bilan
Même à l'échelle des programmes d'urgence mis en place pendant la guerre, la création puis la montée en puissance d'Eastern, ainsi que le volume de production généré en deux ans et demi sont impressionnants : Eastern produit 25 % du total des avions de combat embarqués livrés par les États-Unis aux marines alliées pendant le conflit dont 76 % des avions torpilleurs et 18 % des chasseurs.

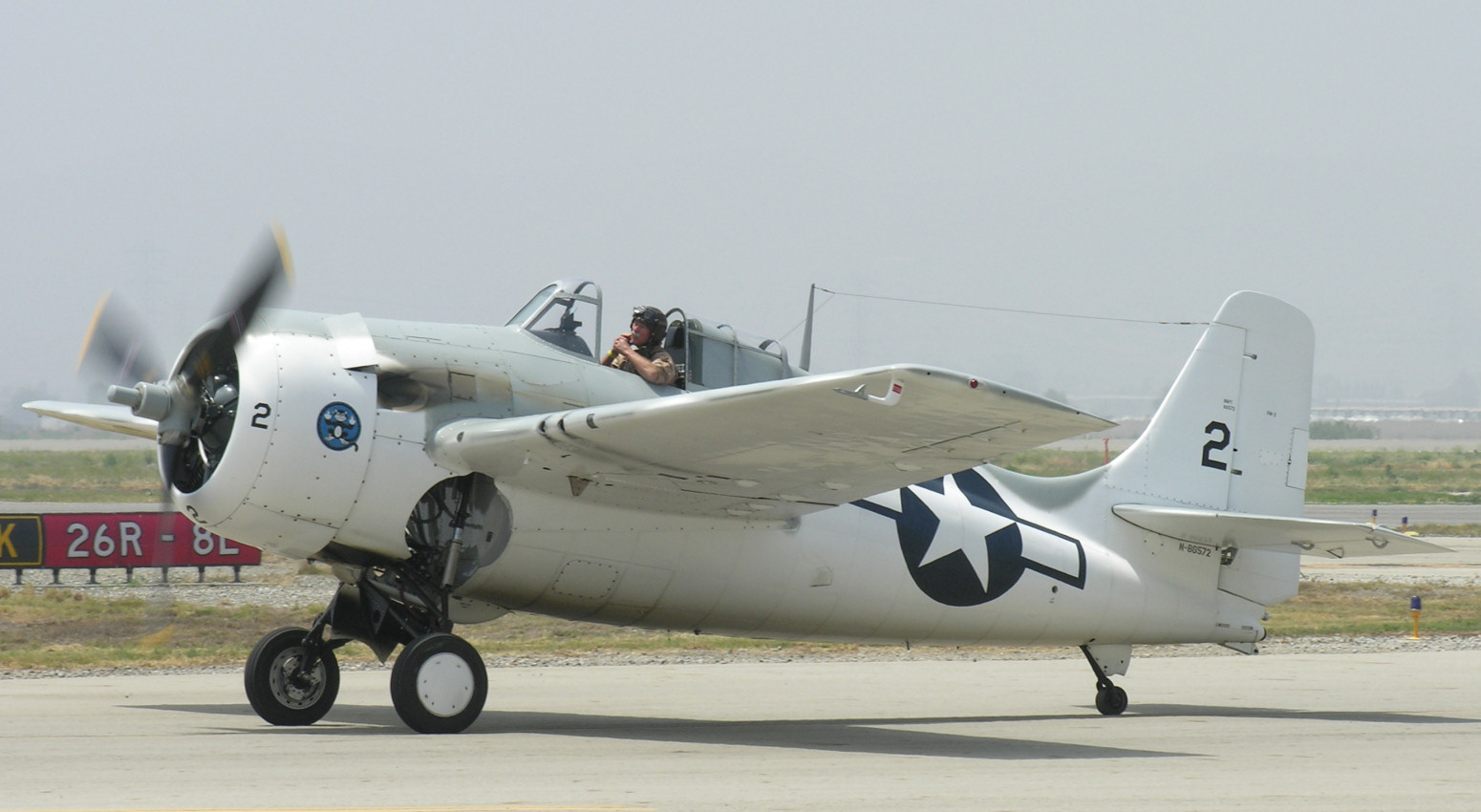
Eastern FM-2 Wildcat, camouflage "Atlantique".

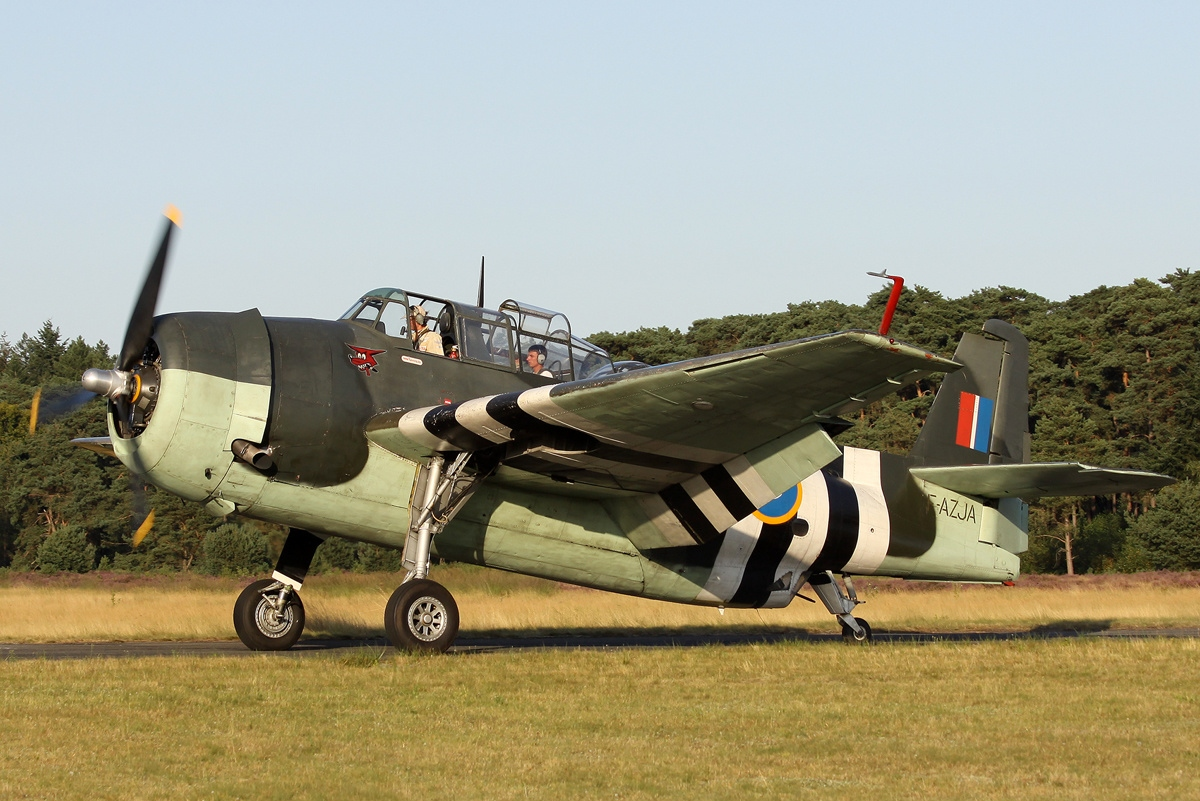
Eastern TBM-3E Avenger.

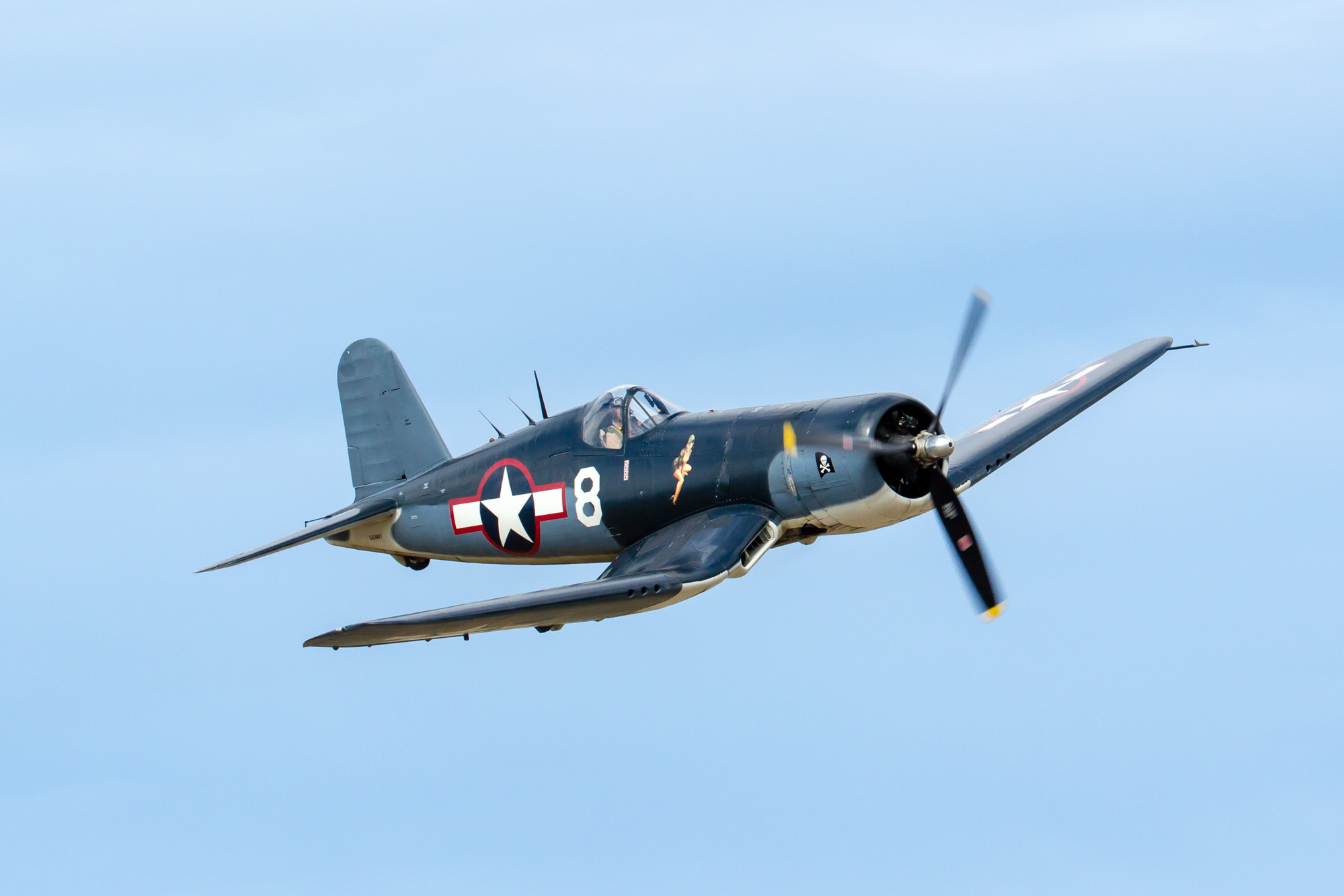
Vought F4U Corsair.

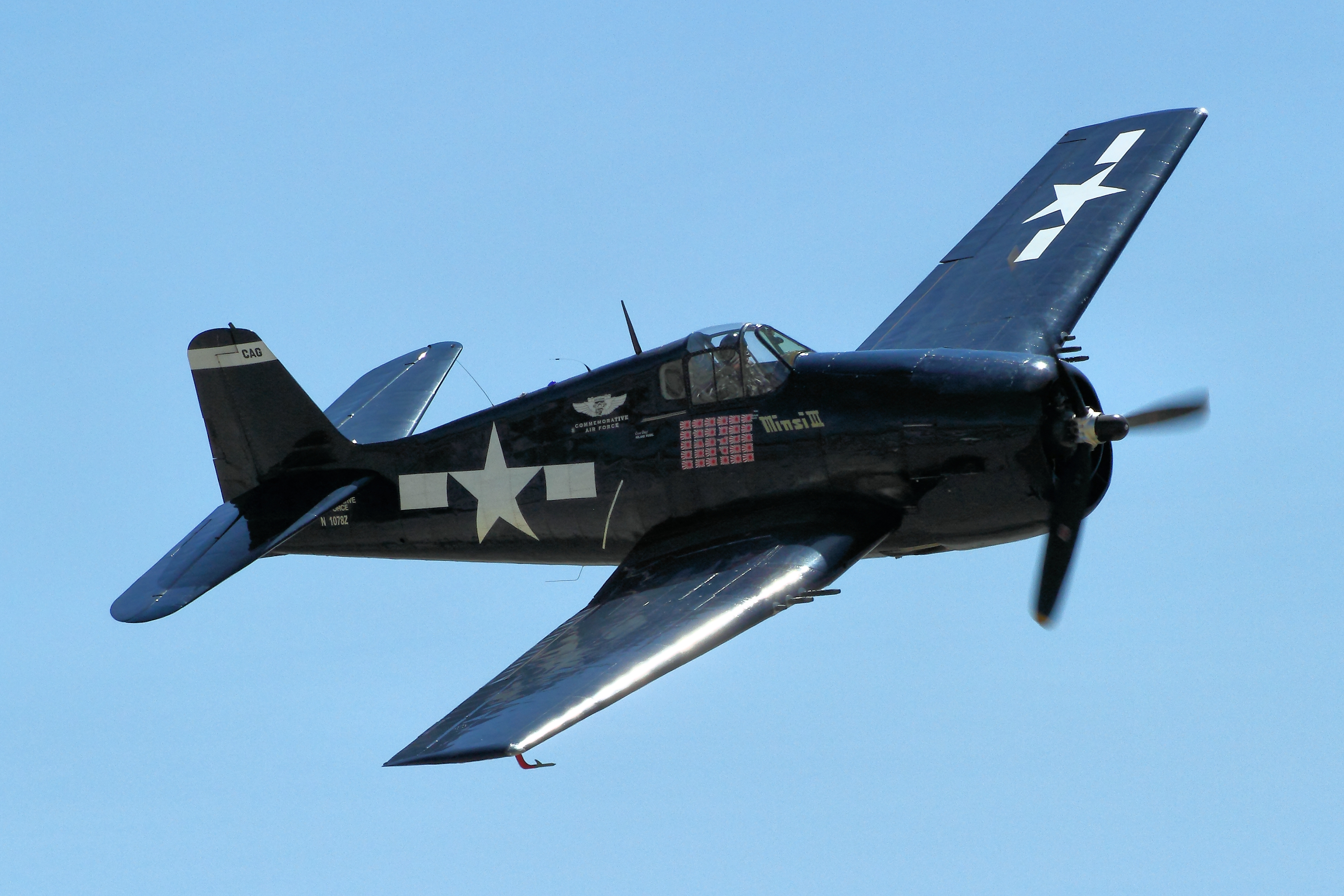
Grumman F6F Hellcat.

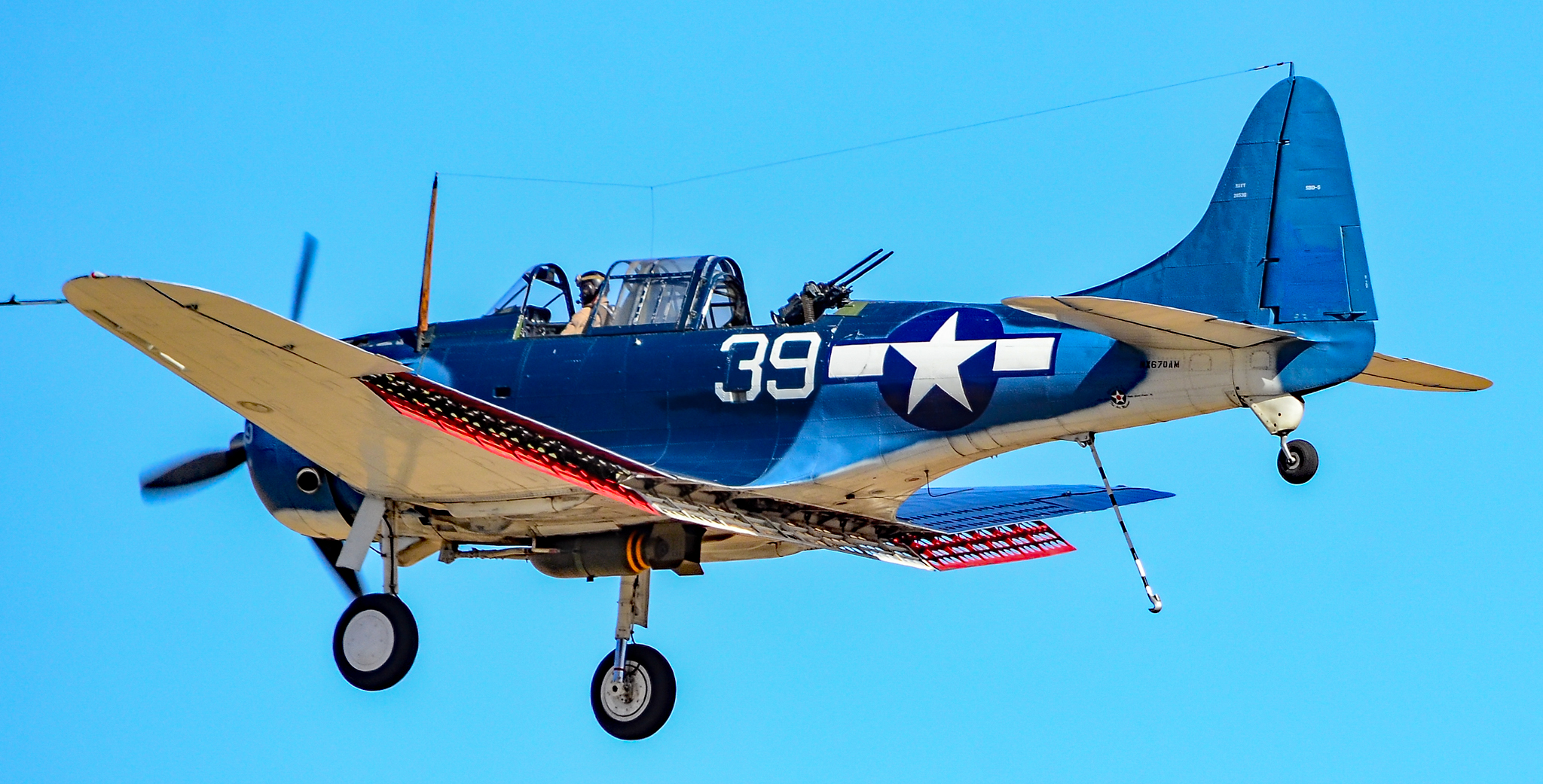
Douglas SBD Dauntless.

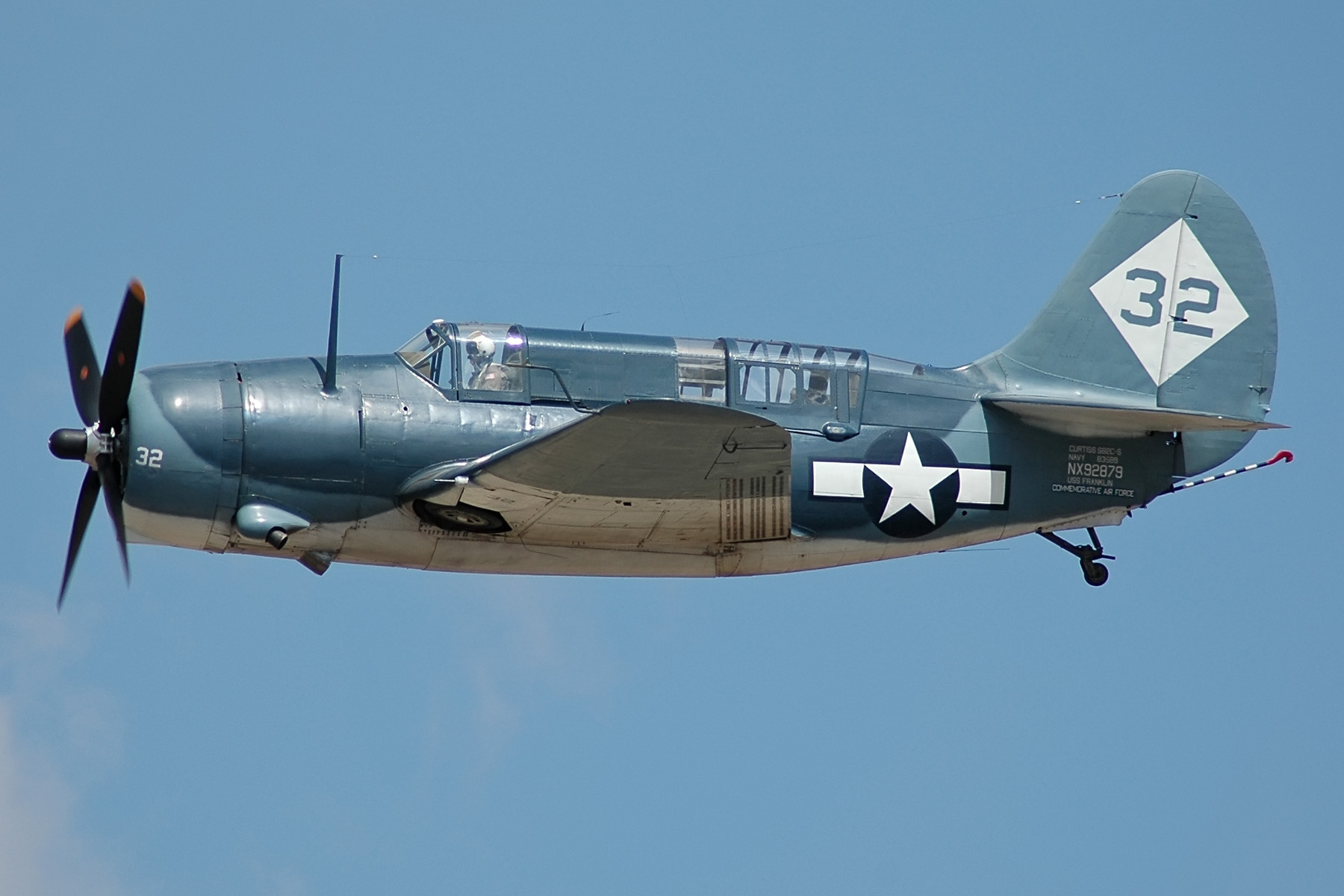
Curtiss SB2C Helldiver.

Le tableau suivant permet de comparer les principaux programmes de production d'avions de combat embarqués pour la marine.
|                                      | Chasseurs | Bombardiers -torpilleurs | Bombardiers en piqué | Total | part d'Eastern |
| Eastern TBM                          |           | 7546                     |                      |       |                |
| Eastern FM                           | 5837      |                          |                      |       |                |
| Grumman F6F Hellcat                  | 12272     |                          |                      |       |                |
| Grumman TBF Avenger                  |           | 2291                     |                      |       |                |
| Grumman F4F Wildcat                  | 1887      |                          |                      |       |                |
| Vought Corsair (F4U-1 à 4)           | 6893      |                          |                      |       |                |
| Goodyear Corsair (FG-1 à 1D)         | 4006      |                          |                      |       |                |
| Brewster Corsair (F3A-1/1A)          | 735       |                          |                      |       |                |
| sous-total Corsair                   | 11634     |                          |                      |       |                |
| Douglas SBD Dauntless                |           |                          | 4983                 |       |                |
| Curtiss SB2C Helldiver               |           |                          | 5106                 |       |                |
| Canadian Car & Foundry SBW Helldiver |           |                          | 834                  |       |                |
| Fairchild Canada SBF Helldiver       |           |                          | 300                  |       |                |
| sous-total Helldiver                 |           |                          | 6240                 |       |                |
| Total chasseurs                      | 31630     |                          |                      |       | 18%            |
| dont total F4F & FM                  | 7724      |                          |                      |       | 76%            |
| Total bombardiers-torpilleurs        |           | 9837                     |                      |       | 77%            |
| Total bombardiers en piqué           |           |                          | 11222                |       |                |
| Total général                        |           |                          |                      | 52690 | 25%            |
| dont total Eastern (TBM + FM)        |           |                          |                      | 13383 |                |